# Rynkeby Sogn
Rynkeby Sogn er et sogn i Kerteminde-Nyborg Provsti (Fyens Stift).
I 1800-tallet var Revninge Sogn anneks til Rynkeby Sogn. Begge sogne hørte til Bjerge Herred i Odense Amt. Rynkeby-Revninge sognekommune blev senere delt, så hvert sogn dannede sin egen sognekommune. Ved kommunalreformen i 1970 blev både Rynkeby og Revninge indlemmet i Kerteminde Kommune.
I Rynkeby Sogn ligger Rynkeby Kirke.
I sognet findes følgende autoriserede stednavne:
- Brabæk Huse (bebyggelse)
- Bremerskov (areal)
- Bøgeskov (bebyggelse) – delt med Ullerslev Sogn
- Flaskemålshuse (bebyggelse)
- Grydstrup (bebyggelse)
- Hestehave (bebyggelse)
- Hovhave (bebyggelse)
- Hundslev Nymark (bebyggelse)
- Kongsgyde (bebyggelse)
- Rynkeby (bebyggelse, ejerlav)
- Skovhuse (bebyggelse)
- Skovsbo (ejerlav, landbrugsejendom)
- Tvinde (bebyggelse, ejerlav)
- Tøndeskov (bebyggelse)
- Urup (bebyggelse, ejerlav)